# Trinotoperla zwicki
Trinotoperla zwicki är en bäcksländeart som beskrevs av Mclellan 1971. Trinotoperla zwicki ingår i släktet Trinotoperla och familjen Gripopterygidae. Inga underarter finns listade i Catalogue of Life.